# Время песок…
«Время песок…» — второй студийный альбом группы «Гости из будущего», вышедший в 1998 году и переизданный в 2001 году. Альбом является одной из двух экспериментальных работ группы, записанных в стиле джангл и эмбиент. Последняя запись, в которой принял участие Евгений Арсентьев, позже покинувший группу. С выходом следующего альбома «Беги от меня» (1999) группа полностью сменила музыкальное направление и стала ориентирована на танцевальное звучание.

## Об альбоме

### История создания и запись
В 1996 году Юрий Усачёв состоял в группе «Чугунный скороход», где он вместе с Антоном Дмитренко (Anton Neumark) выпускал «что-то среднее между джанглом, полу хэппи хардкором и веселым хаусом в не совсем весёлое время». Экспериментировать с направлением джангл Усачёв продолжил уже с Евгением Арсентьевым, начав работу над материалом. В этом же году они создали группу «Гости из будущего». Спустя год вышел экспериментальный альбом «Через сотни лет…» (1997), записанный в стиле эмбиент, который не стал популярным среди слушателей. Известно, что альбом был записан за одну ночь. Приглашенными вокалистками для записи были Маша Малос и Ева Польна, ранее известная как бэк-вокалистка рэп-группы «А-2». Польна впоследствии стала полноценной участницей группы. На первой встрече, оценив ее голос, Усачёв предложил ей подумать над лирикой к совместной работе. Ева позвонила на следующий день и напела в телефон: «Время песок, время вода, скажи мне да». Большую часть текстов к композициям с альбома написала Ева Польна. Альбом стал последним, в записи которого принял участие Евгений Арсентьев. В 1998 году он покинул проект.

### Выпуск
Джангл-альбом «Время песок…» вышел в 1998 году при поддержке DJ Грув. На обложке первого промо-издания альбома было указано: «Ди Джей Грув представляет — Гости из будущего». Запись была официально переиздана в 2001 году звукозаписывающей компанией «Никитин». Второе издание дополнительно включало акустическую версию песни «Время песок». В декабре 2017 года альбом был переиздан лейблом «ZBS Records» на виниловом носителе с альтернативной черно-белой обложкой, где изображен Юрий Усачёв в период записи альбома.

## Отзывы критиков
| Оценки критиков | Оценки критиков |
| Источник        | Оценка          |
| --------------- | --------------- |
| Живой звук      | [ 11 ]          |
| Проликсир       | [ 12 ]          |

В настоящее время альбом «Время песок…» считается одной из первых в России полноценных музыкальных работ, записанных в стиле джангл. Анна Лисовец в своей критической статье назвала альбом «интеллектуальным и несколько меланхоличным дитя, пропитанным воздухом Санкт-Петербурга». Она также отметила его органичное появление на фоне европейских драм-н-бейс музыкантов Roni Size & Reprazent, Adam F, Alex Reece и других. В обзоре альбома DJ Veep писал: «музыка альбома навеяна всплеском jazzy/coffee-table джангла в Англии периода 1995-1996 годов».
«Проликсир» поставили альбому оценку 4 из 5, указав, что благодаря участию Евгения Арсентьева «дуэт на данном этапе пропагандировал музыку не для масс — стильный, легкий jungle и drum'n'bass, уподобляясь своим «заморским предшественникам», Everything But The Girl и Adam F».

## Список композиций
| №                   | Название                | Текст песни         | Музыка                         | Длительность |
| ------------------- | ----------------------- | ------------------- | ------------------------------ | ------------ |
| 1.                  | «Время песок»           | Ева Польна          | Юрий Усачёв                    | 5:47         |
| 2.                  | «Холодно»               | Ева Польна          | Евгений Арсентьев, Юрий Усачёв | 7:57         |
| 3.                  | «Ты далеко»             | Юрий Усачёв         | Юрий Усачёв                    | 11:33        |
| 4.                  | «Прикосновение»         | Юрий Усачёв         | Юрий Усачёв                    | 7:56         |
| 5.                  | «Странное чувство»      | Дмитрий Жан         | Юрий Усачёв                    | 8:17         |
| 6.                  | «Зима»                  | Юрий Усачёв         | Юрий Усачёв                    | 7:47         |
| 7.                  | «Jazz it up (part one)» | Ева Польна          | Евгений Арсентьев, Юрий Усачёв | 5:46         |
| 8.                  | «Jazz it up (part two)» | Ева Польна          | Евгений Арсентьев, Юрий Усачёв | 8:36         |
| Общая длительность: | Общая длительность:     | Общая длительность: | Общая длительность:            | 66:49        |

## Участники
- Ева Польна — вокал, тексты
- Юрий Усачев — программинг, клавишные, бэк-вокал
- Евгений Арсентьев — программинг, клавишные